# Abrostola marmorea
Abrostola marmorea är en fjärilsart som beskrevs av Claude Dufay 1958. Abrostola marmorea ingår i släktet Abrostola och familjen nattflyn. Inga underarter finns listade i Catalogue of Life.